# Герберт Дж. Меллер
Герберт Дж. Меллер (Мюллер) (1905—1980) — американський історик, академік, державний службовець і автор. Він отримав освіту в Корнельському університеті. Він викладав у Корнеллі, Пердью та Університеті Індіани (1959—1980), служив у Державному департаменті і часто читав лекції за кордоном.
Він є автором «Використання минулого», широкого розслідування уроків історії, зосереджуючись на Римі та Греції, християнстві та юдаїзмі, візантійській імперії, середньовіччі Росії та Китаю.
У 1973 році Мюллер був одним з тих, хто підписав Маніфест гуманістів.
Два сина Герберта Мюллера — Річард і Джон. Його дідусь, Отто Мюллер, був молодшим братом Германна Дж. Меллера (Мюллера), батька американського генетика Герман Джозеф Мюллер. Прадід Ніколас Меллер (Мюллер) приїхав до Сполучених Штатів з Німеччини в 1848 р.

## Праці
- "Freedom in the Modern World, " Harper & Row, 1966.
- «Freedom in the Western World: From the Dark Ages to the Rise of Democracy» Harper Colophon Books, 1964.
- «The Children of Frankenstein: a Primer on Modern Technology and Human Values.» Indiana University Press, 1970. ISBN 0-253-11175-7
- «Science and Criticism: The Humanistic Tradition in Contemporary Thought.» Yale University Press, 1943.
- «The Loom of History.» Mentor-Omega/NAL, New York, 1961
- «Religion and Freedom in the Modern World», University of Chicago Press, 1963.
- "The Uses of English, " Holt, Rinehart, and Winston,
- «The Uses of the Past: Profiles of Former Societies», Oxford University Press, 1952, reissued by Textbook Publishers, 2003. ISBN 0-7581-6914-0
- «Freedom in the Ancient World» Harper & Row, 1961
- "Adlai Stevenson: A Study in Values, " Harper & Row, 1967.
- "The Spirit of Tragedy, " Alfred A Knopf, 1956